# Isla de los Monos
La isla de los Monos es el nombre que recibe una isla fluvial del río Amazonas y un centro de rescate de primates oriundos de la amazonía peruana. Se encuentra en la provincia de Maynas, al noreste del departamento de Loreto.

## Ubicación
La isla se encuentra a 15 kilómetros de Bellavista-Nanay en el distrito de Punchana al norte de Iquitos Metropolitano, vía el río Amazonas. El centro de rescate abarca 450 hectáreas de la isla homónima.

## Descripción
La isla de los Monos fue creado para recibir a primates víctimas del tráfico ilegal de animales, muchos de estos especímenes tenía como objetivo ingresar ilegalmente a Europa. Un cuidador del sitio lo describe de la siguiente manera:

La Isla de los Monos es un centro de rescate donde tenemos siete tipos de monos. Todos están en perfectas condiciones (...) Los primeros diez años fueron para reforestar la isla con árboles, y los siguientes diez para poblarlos de monos.

Los primates recuperados son reinsertados a la selva peruana, aunque muchos de ellos se quedan indefinidamente en la isla por ser un sitio protegido de amenazas. Las principales especies encontradas en el centro de rescate son el mono tocón (Callicebus oenanthe), mono leoncito (Cebuella pygmaea), mono araña (Ateles) y mono choro (Oreonax flavicauda).